# Flutterby
 (octobre 2016).
Si vous disposez d'ouvrages ou d'articles de référence ou si vous connaissez des sites web de qualité traitant du thème abordé ici, merci de compléter l'article en donnant les références utiles à sa vérifiabilité et en les liant à la section « Notes et références ».
Albums de Butterfly Boucher
Scary Fragile
(2009)
Flutterby est le premier album de la chanteuse australienne Butterfly Boucher, sorti en 2003 en Nouvelle-Angleterre et au cours des années 2004 et 2005 à travers le monde.

## Description
Elle lance son premier album Flutterby en Nouvelle-Angleterre en 2003 et au cours des années 2004 et 2005 pour le reste du monde, qui l’accueille avec une critique très favorable. Afin de supporter cet album, Boucher part en tournée aux États-Unis et en Europe en tant que première partie pour les Barenaked Ladies et, plus tard, pour Sarah McLachlan lors de sa tournée Afterglow.
Jouant de plusieurs instruments, Butterfly a joué sur plusieurs enregistrements, incluant la batterie sur la chanson 'Breathe In, Breathe Out' de Mat Kearney, qui est actuellement la chanson thème de la très populaire télésérie américaine Grey's Anatomy, la voix sur l’album Indiana de David Mead, un duo avec David Bowie pour sa chanson Change qui est incluse sur la bande sonore du film Shrek 2, en plus d’avoir collaboré sur divers albums de Dawson Wells.

## Pistes
1. Life Is Short
2. Can You See The Lights?
3. I Can't Make Me
4. Another White Dash
5. Soul Back
6. A Walk Outside
7. Never Leave Your Heart Alone
8. Busy
9. A Beautiful Book
10. Don't Point, Don't Scare It
11. Never Let It Go
12. Drift On